# أبيل شونغوي
أبيل شونغوي هو مدرب كرة قدم ولاعب كرة قدم إسواتيني في مركز الوسط، ولد في 26 يونيو 1966 في مبابان في إسواتيني. شارك مع منتخب إسواتيني لكرة القدم. أما مع النوادي، فقد لعب مع بيدفيست ويتس وسوبر سبورت يونايتد وكايزر تشيفز وموروكا سوالوز ونادي أمازولو.

## وصلات خارجية
- أبيل شونغوي على موقع الاتحاد الدولي (مؤرشف)  (الإنجليزية)
- أبيل شونغوي على موقع قاعدة بيانات كرة القدم.إي يو (الإنجليزية)
- أبيل شونغوي على موقع ناشيونال فوتبول تيمز (الإنجليزية)